# Miridae
I Miridi (Miridae Hahn, 1831) sono una vasta famiglia di piccoli insetti Cimicomorfi appartenenti all'ordine dei Rincoti, sottordine Eterotteri.

## Generalità
I Miridi costituiscono il più grande raggruppamento sistematico nell'ambito degli Eterotteri, con oltre 1300 generi e 9.800 specie (SCHUH, 1995), ma, a causa delle ancora limitate conoscenze relative all'entomofauna asiatica e australiana, si stima che il numero di specie complessivo sarebbe dell'ordine di 20.000 (HENRY & WHEELER, 1988). La famiglia è rappresentata in tutti i continenti della Terra e diverse specie sono cosmopolite.
Malgrado siano poco appariscenti rispetto ad altri Eterotteri, di cui sono più familiari le livree (ad esempio i Pentatomidi e diversi Rincoti acquatici), i Miridi sono in realtà gli insetti più rappresentativi del sottordine. Per la maggior parte si tratta di specie a regime dietetico fitofago, ma non mancano comunque specie zoofaghe, alcune impiegate anche in lotta biologica per l'attività predatoria, e specie a regime dietetico misto.

## Morfologia
I Miridi presentano una sostanziale uniformità morfologica, con alcuni caratteri che si ripetono in modo costante in tutta la famiglia. Il corpo ha un esoscheletro delicato, la forma è oblunga o ellittica, di dimensioni da medio piccole a medie, con una lunghezza che va da minimi di 2-4 mm a massimi di 10–11 mm. La pigmentazione è spesso uniforme, con tonalità fra il verde ed il giallastro, ma non mancano specie con livree più vivaci.
Il capo è privo di ocelli, ad eccezione degli Isometopini, e porta due occhi composti relativamente grandi e vistosamente sporgenti. Le antenne sono molto più lunghe del capo, composte da 5 articoli, di cui i due prossimali molto brevi e poco mobili, gli altri piuttosto lunghi e mobili. L'apparato boccale ha un rostro composto da 4 segmenti. L'inserzione delle appendici boccali è nettamente separata dal torace da una subregione ventrale del capo, sclerificata, detta gola.
Il torace mostra un pronoto pronunciato, di forma trapezia, e uno scutello in genere non troppo sviluppato. Come nella generalità dei Cimicomorfi, i Miridi sono provvisti della ghiandola odorifera metatoracica, il cui dotto efferente è variamente posizionato.

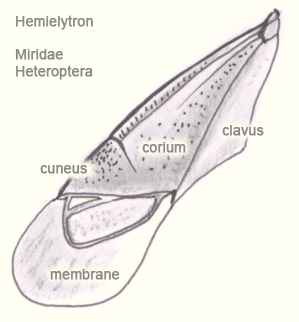
Morfologia dell'emielitra dei Miridi.

Le ali sono in genere ben sviluppate, ma sono frequenti anche le forme meiottere, dall'atterismo al brachitterismo. La morfologia alare è piuttosto uniforme: le emielitre hanno la parte sclerificata suddivisa in due aree: quella adiacente al margine posteriore è detta clavo, quella adiacente al margine costale, più larga, è detta corio. Una sutura trasversale distingue, nella porzione sclerificata, una terza area distale di forma triangolare, detta cuneo. La presenza del clavo e del corio è una caratteristica comune a tutti gli Eterotteri, mentre l'evidenziazione del cuneo è un carattere tipico dei Miroidei (famiglie dei Miridi e dei Microfisidi) presente solo in poche altre famiglie di Cimicomorfi (es. Antocoridi e Nabidi). La parte distale membranosa mostra una nervatura che con il suo decorso semicircolare e l'eventuale ramificazione, circoscrive una o, più frequentemente, due cellule.
Le zampe sono esili e più o meno allungate, quelle posteriori talvolta di tipo saltatorio, con i femori ingrossati. I trocanteri sono apparentemente divisi in due segmenti. I tarsi sono composti da tre articoli; pretarso terminante con due unghie simmetriche e in genere privo di pulvilli. Una peculiarità morfologica dei Miridi, unica nell'ambito degli Eterotteri, è la presenza, sui femori delle zampe mesotoraciche e metatoraciche, di particolari setole, dette tricobotri. La struttura e la distribuzione dei tricobotri sono elementi morfologici importanti per la determinazione sistematica all'ambito della famiglia. Altro elemento utile per la determinazione è la morfologia del pretarso.

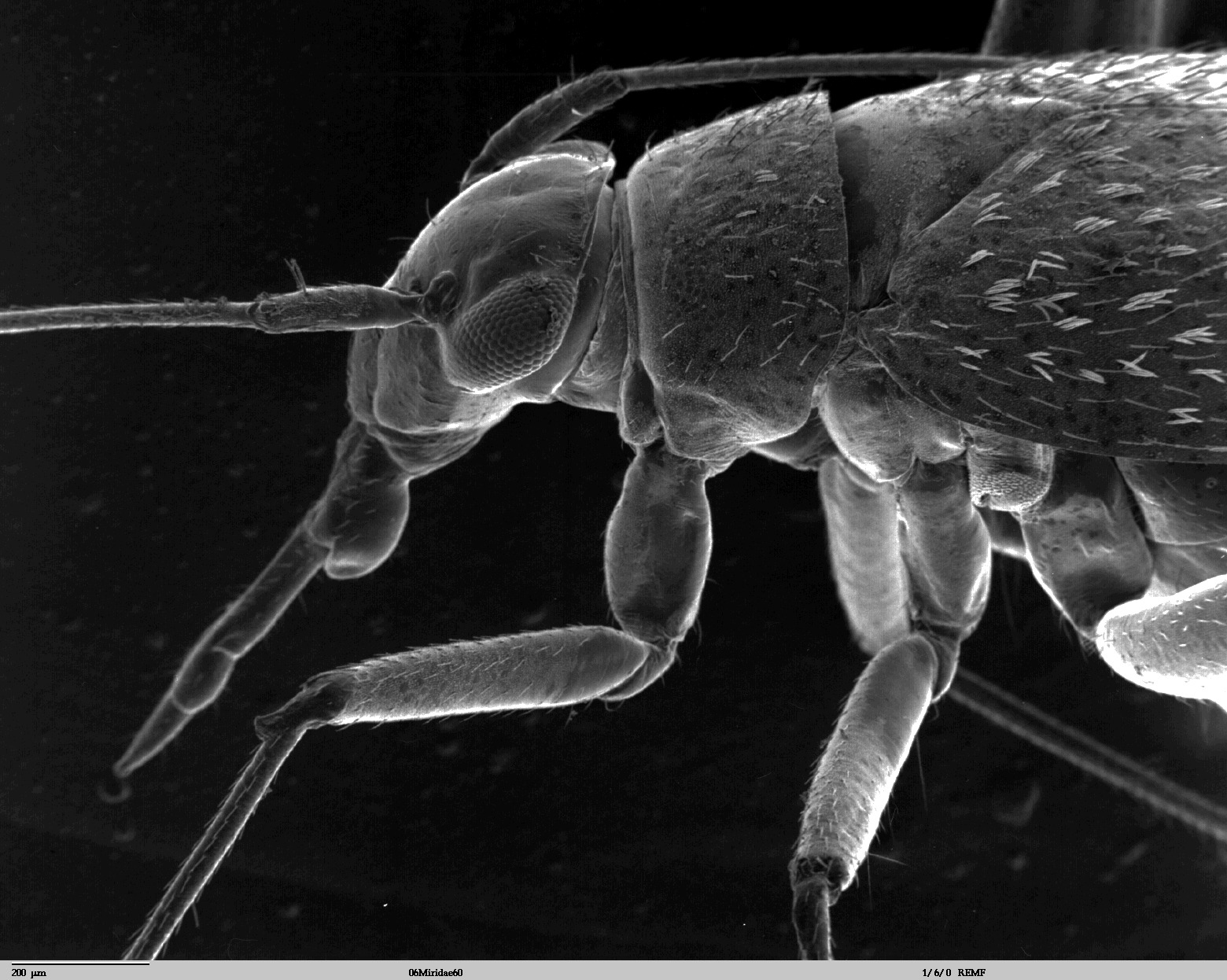
Capo di un Miride ingrandito al microscopio elettronico.

Nell'addome gli elementi morfologici di maggiore interesse sono le armature genitali, utili per la determinazione sistematica. In generale, i maschi hanno gonapofisi asimmetriche, carattere ricorrente anche in altri Cimicomorfi. Le femmine hanno un ovopositore le cui valve permettono la deposizione delle uova all'interno dei tessuti vegetali. Alla base del primo paio di valve il tegumento può formare particolari ornamenti sclerotizzati che prendono il nome di strutture K.

## Biologia
La biologia dei Miridi è determinata in particolare dalla loro alimentazione. La maggior parte delle specie, come si è detto in precedenza, ha un regime dietetico fitofago; le altre sono zoofaghe, predatrici di Artropodi o di uova, oppure hanno un regime dietetico misto, passando dalla zoofagia alla fitofagia e viceversa, secondo le disponibilità; infine si riscontrano anche specie mirmecofile ed altre micetofaghe, di cui si hanno poche conoscenze in merito alla biologia.
Nella maggior parte delle specie fitomize, in particolare nelle zone temperate, il ciclo biologico si svolge con una sola generazione l'anno oppure con 1-2 generazioni, con svernamento allo stadio di uovo. Queste specie sono in genere polifaghe e associate a piante erbacee, prevalentemente alla fase fenologica di accrescimento o di fioritura, tuttavia si riscontrano anche forme che hanno una maggiore specificità e sono infeudate a piante legnose.
Le specie predatrici si nutrono di uova e piccoli Artropodi fitofagi o fitomizi provvisti di un esoscheletro non robusto. I Miridi predatori sono perciò associati prevalentemente ad Acari e Rincoti Omotteri, generalmente appartenenti ai raggruppamenti delle Psille, degli Aleurodidi e degli Afidi. In generale, fra i predatori si rileva una sostanziale oligofagia, perciò il loro ciclo biologico è in relazione con quello delle proprie vittime. In queste specie possono riscontrarsi anche due o più generazioni l'anno, soprattutto nel caso di Miridi che possono passare da un regime zoofago ad uno fitofago o viceversa.
La specificità dell'associazione dei Miridi a determinati vegetali segue modelli differenti. Fra i predatori si può riscontrare quando sia il predatore sia la vittima sono monofaghe o oligofaghe. Ad esempio, lo Stethoconus cyrtopeltis è un predatore specifico del Tingide Stephanitis pyri e, data la sostanziale monofagia della preda, il Miride si ritrova inevitabilmente associato al melo e al pero. Gli studi delle relazioni dei Miridi con i vegetali hanno comunque messo in evidenza che differenti linee evolutive della famiglia si sono in generale sviluppate preferibilmente su determinati gruppi sistematici di vegetali escludendone altri.
Le uova sono deposte entro incisioni superficiali praticate con l'ovopositore nei tessuti dei vegetali e, spesso, nei tutori di sostegno. Questo aspetto è di un certo interesse nella lotta contro i Miridi dannosi alle piante, in quanto la letteratura consiglia fra i metodi il trattamento invernale contro le uova mediante disinfestazione dei pali di sostegno.

## Danni

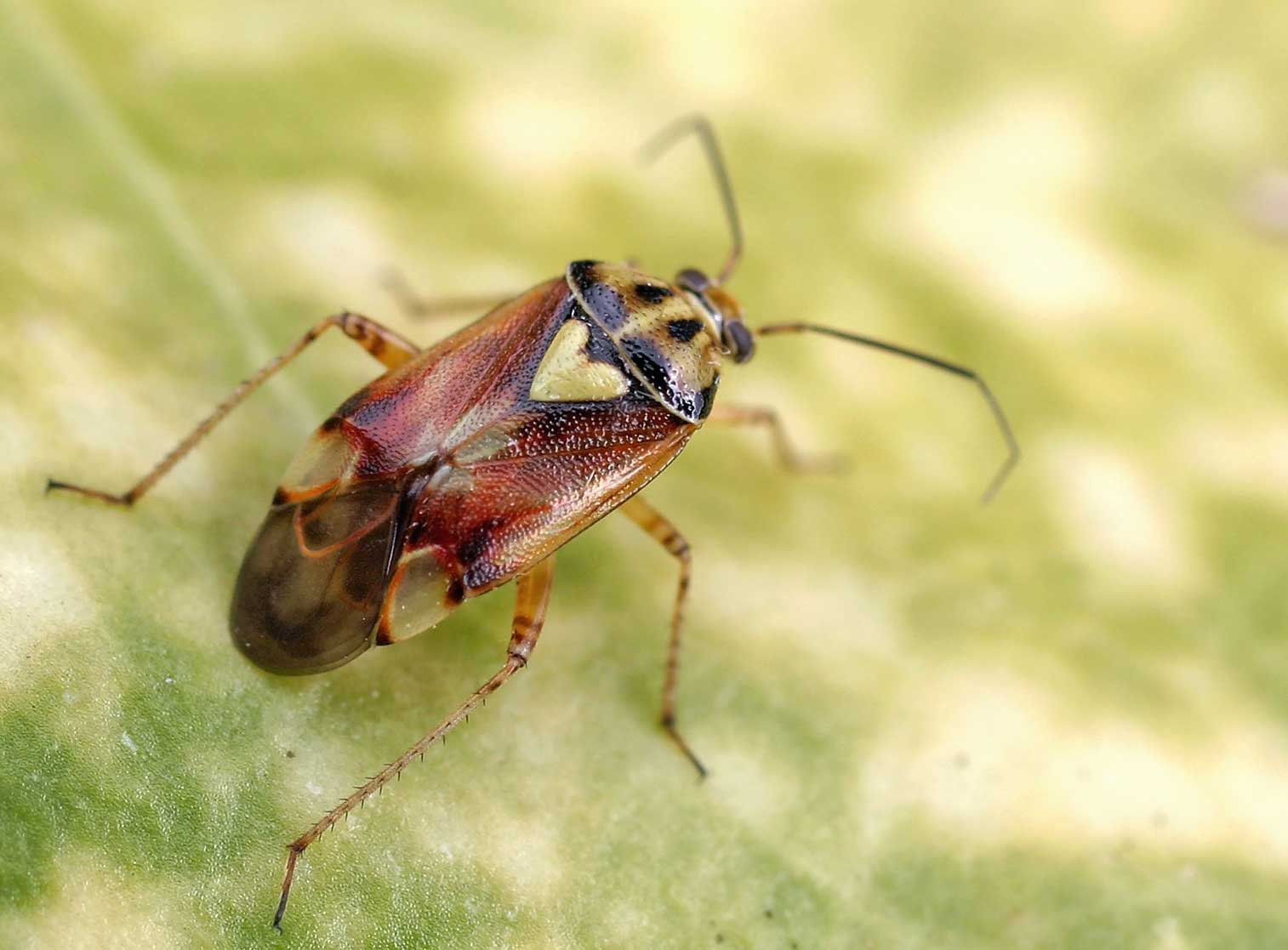
Lygus pratensis, fitomizo polifago, può attaccare diverse ortive, fruttiferi e la vite. È un possibile vettore del virus del Mosaico della patata.

I danni provocati dai Miridi vanno messi in relazione con gli organi attaccati. Molti Miridi attaccano infatti organi in attiva crescita, come tessuti meristematici, giovani foglie, fiori, frutticini e semi. A seguito degli attacchi più o meno intensi, si verificano danni piuttosto gravi e con una sintomatologia generica, come l'intristimento o il disseccamento delle parti attaccate, l'aborto dei fiori, la comparsa di decolorazioni e necrosi più o meno diffuse sulle foglie e sui frutti.
La natura dei danni risiede in due differenti meccanismi: da un lato la sottrazione diretta della linfa e dei succhi cellulari, da un altro l'alterazione dei tessuti in corrispondenza delle punture, causata dall'immissione della saliva. Quest'ultimo aspetto si manifesta in particolare sui frutti in accrescimento, in quanto in corrispondenza delle punture si formano delle depressioni, a causa dell'arresto della crescita, e delle suberificazioni a causa della lignificazione. Un danno particolare è causato dalla specie Calocoris biclavatus sulle pere, in quanto le punture aumentano l'incidenza della cosiddetta pietrosità o litiasi.
Fra i fattori di danno va citata anche la possibile trasmissione di virosi da parte di alcuni Miridi. Questo comportamento, più frequente fra i Rincoti Omotteri (es. Afidi e Cicaline), è stato riscontrato ad esempio in specie di Lygus, che si sono rivelati possibili vettori, ad esempio, del virus del Mosaico della Patata.

## Utilità

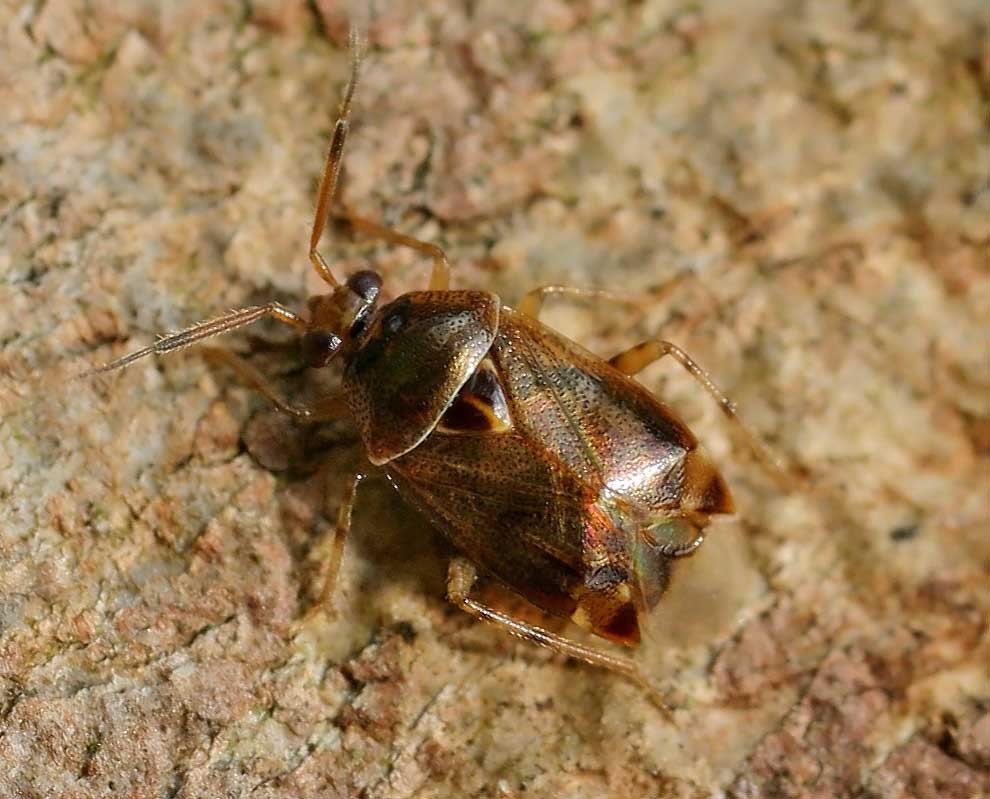
Deraeocoris flavilinea, presente su piante spontanee e coltivate, preda Afidi, Psille, uova di Pentatomidi, ma anche insetti utili, come le larve dei Sirfidi.

L'utilità dei Miridi va naturalmente attribuita alle specie occasionalmente o sistematicamente zoofaghe che attaccano gli Artropodi dannosi. Come si è detto in precedenza, l'azione si rivolge in particolare su fitofagi e fitomizi generalmente poco mobili e dal tegumento poco consistente. Organismi con queste caratteristiche si annoverano in genere fra gli Acari e fra diversi Omotteri, tuttavia possono essere interessati secondariamente anche altri Artropodi, come ad esempio le uova e gli stadi preimmaginali dei Tripidi e dei Microlepidotteri.
In generale, tutti i Miridi predatori si possono considerare utili come organismi ausiliari nella lotta integrata in quanto fanno parte dei fattori naturali di controllo di diversi Acari e insetti fitofagi. Le specie predatrici si annoverano principalmente nella sottofamiglia Deraeocorinae, ma diverse specie sono comprese anche nelle sottofamiglie Mirinae, Orthotylinae e Phylinae.
Negli agrosistemi condotti con la lotta integrata oppure con la lotta biologica basata sul metodo protettivo, la possibilità che i Miridi predatori a regime dietetico misto si rivelino dannosi alle colture agrarie è un evento virtualmente impossibile: l'azione di danno da parte di questi insetti si riscontra in generale con la concomitanza dei seguenti contesti:
- elevata densità di popolazione del Miride a fronte di una rarefazione delle prede;
- semplificazione della cenosi vegetale.

In condizioni naturali la popolazione dei Miridi predatori non raggiunge livelli di concentrazione tali da rivelarsi preoccupanti, ma è sostanzialmente legata alle dinamiche dei rapporti preda-predatore. Inoltre, l'occasionale fitofagia di questi insetti si riversa in parte anche sulla vegetazione spontanea che inevitabilmente è associata ad un agrosistema. Contesti più favorevoli ad un incremento della fitofagia si possono invece verificare in agrosistemi particolari come le coltivazioni in serra e con il ricorso alla lotta biologica con il metodo inondativo, perciò questo aspetto è stato oggetto di studio nel corso degli anni ottanta e, più intensamente, degli anni novanta.

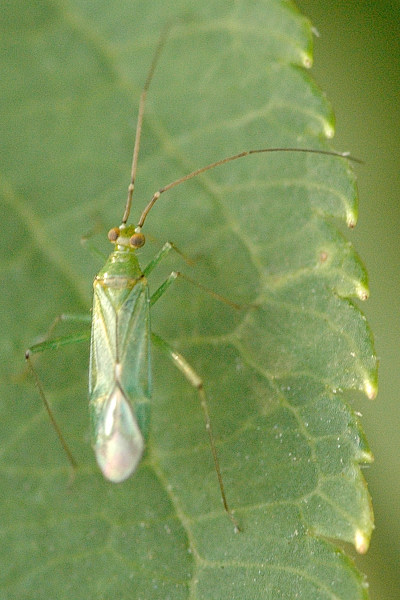
Dicyphus pallidus.

Diverse sono le specie studiate per una possibile applicazione nel campo della lotta biologica. In Europa le specie europee che si sono rivelate di maggiore interesse, fra gli anni ottanta e novanta, sono Macrolophus caliginosus, Dicyphus errans e Cyrtopeltis tenuis. In Spagna, inoltre, molte ricerche si sono concentrate sulla specie Dicyphus tamaninii, rivelatasi molto attiva, in condizioni naturali, contro gli Aleurodidi e la Frankliniella occidentalis (Thysanoptera: Thripidae) sulle ortive. Gli anglosassoni si sono invece orientati, oltre che su Macrolophus caliginosus, in particolare su Dicyphus hesperus.
Le varie specie hanno comportamenti differenti e impatti diversi sulle colture, in relazione a quanto detto in precedenza e ad una certa preferenza mostrata dalle singole specie verso i vegetali. In generale, l'impiego dei Miridi in coltura protetta può causare i seguenti danni:
- depigmentazioni sui frutti in corrispondenza delle punture;
- necrosi localizzate per reazione alla saliva fitotossica;
- disseccamenti dei fiori e danni estetici ai frutti;
- ferite provocate dalle ovideposizioni.

Le ricerche condotte in Europa e in Nordafrica hanno portato alla conclusione che i danni provocati dalla fitofagia secondaria dei Miridi predatori sono in termini statistico-probabilistici poco significativi, a fronte dei benefici che invece possono derivare dalla predazione. Solo per il Cyrtopeltis tenuis è stata riscontrata una maggiore incidenza della fitofagia secondaria a causa del maggiore impatto degli attacchi di questo Miride sul pomodoro, anche se tali danni si riscontrano sempre a seguito del passaggio alla fitofagia in assenza della preda.
Attualmente, le specie che trovano impiego nelle biofabbriche e messe in commercio sono riassunte nella seguente tabella (Diverse fonti citate fanno riferimento a contenuti pubblicati nei siti commerciali delle Case produttrici).
| Specie               | Campo d'impiego  | Case produttrici | Fonti                              |
| -------------------- | ---------------- | --- | ---------------------------------- |
| Macrolophus pygmaeus | Aleurodidi       | Biobest, Bioline, Koppert, Bioplanet, Agrobio | [ 18 ] [ 19 ] [ 20 ] [ 21 ] [ 22 ] |
| Dicyphus hesperus    | Aleurodidi       | Applied Bio-nomics | [ 21 ]                             |
| Deraeocoris brevis   | Tripidi e Cimici | Applied Bio-Nomics, Halifax Seed Company, Natural Insect Control, Westgro Sales, Arizona Biological Control, Evergreen Growers Supply, Integrated Fertility Mgmt, Rincon-Vitova Insectaries, The Green Spot Department of Bio-Ingenuity, Tip Top Bio-Control | [ 21 ] [ 22 ]                      |

L'impiego dei Miridi in coltura protetta trova giustificazione nella maggiore efficacia quando le condizioni ambientali sono sfavorevoli ai lanci dell'Encarsia formosa. Il controllo biologico degli Aleurodidi con l'impiego del parassitoide si rivela efficace se la temperatura nella serra si mantiene su valori dell'ordine di 18-24 °C. Tali condizioni si realizzano facilmente nel Nord Italia e nel Centro Europa, dove il riscaldamento si pratica sistematicamente a causa dei rigori del clima invernale. Nell'Italia meridionale, la serricoltura si pratica con regimi termici più instabili, spesso in serra fredda e con marcate escursioni termiche giornaliere anche in pieno inverno. Ne consegue che, in autunno e in primavera precoce, le condizioni ambientali dentro la serra possono favorire gli Aleurodidi e, per contro, sfavorire l'Encarsia. In queste condizioni, l'esperienza maturata in oltre un decennio, ha messo in evidenza una maggiore efficacia dei Miridi predatori nel controllo biologico del pomodoro durante i mesi freddi. Un altro motivo a favore dell'impiego dei Miridi è la versatilità di questi predatori rispetto ai parassitoidi: la monofagia offre vantaggi sotto certi aspetti ma rende inefficaci gli interventi precoci e la persistenza del parassitoide con bassi livelli d'infestazione; i Miridi, invece, sono in grado di riversarsi su prede alternative o, al limite, di ricorrere alla fitofagia in caso di bassa densità dell'Aleurodide.

## Sistematica

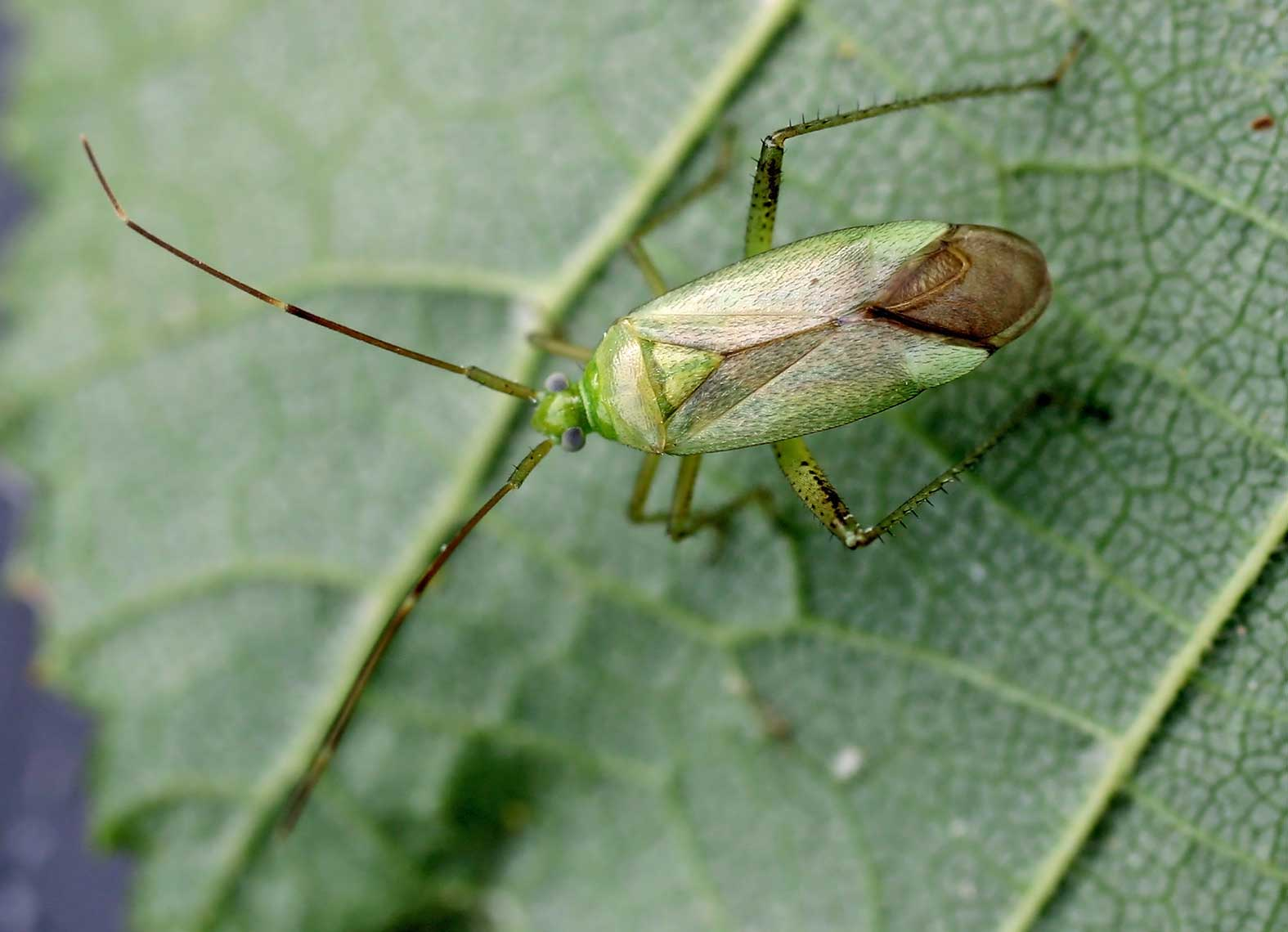
Il genere Calocoris comprende alcune fra le specie fitofaghe europee più dannose.

Come si è detto in precedenza, la famiglia annovera un elevato numero di specie molte delle quali ancora sconosciute, distribuite in oltre 1300 generi. L'albero tassonomico si delinea con la suddivisione nelle seguenti sette sottofamiglie:
- Sottofamiglia Bryocorinae
  - Tribù Bryocorini
  - Tribù Dicyphini
  - Tribù Eccritotarsini
- Sottofamiglia Cylapinae
  - Tribù Cylapini
  - Tribù Fulviini
- Sottofamiglia Deraeocorinae
  - Tribù Clivinematini
  - Tribù Deraeocorini
  - Tribù Hyaliodini
  - Tribù Termatophylini
- Sottofamiglia Isometopinae
  - Tribù Diphlebini
  - Tribù Isometopini
- Sottofamiglia Mirinae
  - Tribù Herdoniini
  - Tribù Hyalopeplini
  - Tribù Mirini
  - Tribù Pithanini
  - Tribù Restheniini
  - Tribù Stenodemini
- Sottofamiglia Orthotylinae
  - Tribù Ceratocapsini
  - Tribù Halticini
  - Tribù Orthotylini
- Sottofamiglia Phylinae
  - Tribù Hallodapini
  - Tribù Leucophoropterini
  - Tribù Phylini
  - Tribù Pilophorini
  - Generi Incertae sedis: Adenostomocoris, Arctostaphylocoris, Aurantiocoris, Calidroides, Chlamyopsallus, Guentherocoris, Neopsallus, Pruneocoris, Vanduzeephylus